# 민주주의와 교육
⟪민주주의와 교육⟫은 존 듀이가 저술한 책이다. 듀이는 1904년에 시카고 대학을 그만두고 컬럼비아 대학으로 옮겨갔다. 이 책은 시카고 대학 부속 실험학교에서의 산 경험을 토대로, 컬럼비아의 새로운 철학적 분위기 속에서 쓴, 그의 교육 철학을 전문적으로 체계화한 책이다.
일반적으로 인간을 포함해서 생명있는 유기체가 살아간다는 것은 그 유기체가 자기를 둘러싸고 있는 자연·사회·문화적 환경에 대해 작용하는 행위를 통해서 자기를 끊임없이 새롭게 개조해 가는 과정에 지나지 않는다. 그런데 인간의 자기개조(自己改造)에는 풍습·신앙·이상·행복감 등의 갱신이 포함된다. 인간은 자기 개조에 의해서 자기의 사회적 경험을 지속시키고 이를 새로운 세대에 전달한다. 교육은 이러한 지속과 전달을 위해 사회에 본래 갖추어져 있는 사회 자신의 기능이다.
교육이라는 사회기능의 목적은 민주사회의 실현에 있다. 민주사회는 모든 성원이 평등한 조건 밑에서 사회의 행복 실현에 참가할 수 있고, 또한 다른 사회에 대해 폐쇄되지 않고 서로 배움으로써 자기의 여러 제도를 개조할 수 있는 사회이다. 교육은 스스로 민주사회를 지향하는 것이며, 교육 이외의 어떠한 외적 권력에도 굴하지 않는 것이다……..